# 2463 Sterpin
A 2463 Sterpin (ideiglenes jelöléssel 1934 FF) a Naprendszer kisbolygóövében található aszteroida. George Van Biesbroeck fedezte fel 1934. március 10-én.